# Cyrtoclytus luteomarginatus
Cyrtoclytus luteomarginatus là một loài bọ cánh cứng trong họ Cerambycidae.